# Episodi di Los Serrano (terza stagione)
La terza stagione della serie televisiva Los Serrano è stata trasmessa in anteprima in Spagna da Telecinco tra il 26 febbraio 2004 e il 7 luglio 2004.
| nº | Titolo originale                   | Titolo italiano | Prima TV Spagna  | Prima TV Italia |
| -- | ---------------------------------- | --------------- | ---------------- | --------------- |
| 1  | El carnaval veneciano              | inedito         | 26 febbraio 2004 | inedito         |
| 2  | Toros de Santa Justa               | inedito         | 3 marzo 2004     | inedito         |
| 3  | Ser o no ser... taladrador         | inedito         | 11 marzo 2004    | inedito         |
| 4  | Yo confieso                        | inedito         | 18 marzo 2004    | inedito         |
| 5  | El otro lado de la acera           | inedito         | 25 marzo 2004    | inedito         |
| 6  | Los puentes de Burundi             | inedito         | 1º aprile 2004   | inedito         |
| 7  | La jamoneta                        | inedito         | 14 aprile 2004   | inedito         |
| 8  | El uso del matrimonio              | inedito         | 21 aprile 2004   | inedito         |
| 9  | Corazón partío                     | inedito         | 28 aprile 2004   | inedito         |
| 10 | Recuerdos de Segovia               | inedito         | 5 maggio 2004    | inedito         |
| 11 | El ciruelo                         | inedito         | 12 maggio 2004   | inedito         |
| 12 | La vuelta al cole                  | inedito         | 19 maggio 2004   | inedito         |
| 13 | Nunca subestimes el poder de un ñu | inedito         | 26 maggio 2004   | inedito         |
| 14 | Un año selvático                   | inedito         | 2 giugno 2004    | inedito         |
| 15 | La bicha                           | inedito         | 9 giugno 2004    | inedito         |
| 16 | Spanish mazapán                    | inedito         | 16 giugno 2004   | inedito         |
| 17 | Descubriendo a Marta               | inedito         | 23 giugno 2004   | inedito         |
| 18 | Don Quijote de Sta. Justa          | inedito         | 30 giugno 2004   | inedito         |
| 19 | El fluido básico                   | inedito         | 7 luglio 2004    | inedito         |